# YUBA liga 1959
La YUBA liga 1959 è stata la 15ª edizione del massimo campionato jugoslavo di pallacanestro maschile. La vittoria finale è stata ad appannaggio dell'AŠK Lubiana.

## Regular season
|     | Squadra               | G  | V  | N | P  | PF    | PS    | Pt. | Qualificazione |
| --- | --------------------- | -- | -- | - | -- | ----- | ----- | --- | -------------- |
| 1.  | AŠK Lubiana           | 18 | 13 | 1 | 4  | 1.486 | 1.192 | 27  |                |
| 2.  | Stella Rossa Belgrado | 18 | 11 | 1 | 6  | 1.562 | 1.471 | 23  |                |
| 3.  | Željezničar Karlovac  | 18 | 11 | 0 | 7  | 1.302 | 1.272 | 22  |                |
| 4.  | Partizan Belgrado     | 18 | 10 | 1 | 7  | 1.399 | 1.430 | 21  |                |
| 5.  | Zadar                 | 18 | 10 | 0 | 8  | 1.462 | 1.421 | 20  |                |
| 6.  | OKK Belgrado          | 18 | 9  | 0 | 9  | 1.406 | 1.298 | 18  |                |
| 7.  | Lubiana               | 18 | 8  | 1 | 9  | 1.339 | 1.378 | 17  |                |
| 8.  | Proleter Zrenjanin    | 18 | 8  | 0 | 10 | 1.237 | 1.278 | 16  |                |
| 9.  | Lokomotiva Zagabria   | 18 | 4  | 0 | 14 | 1.183 | 1.331 | 8   | retrocesse     |
| 10. | Zastava Kragujevac    | 18 | 4  | 0 | 14 | 1.119 | 1.424 | 8   | retrocesse     |

| YUBA liga 1959        |
| --------------------- |
| AŠK Lubiana 2º titolo |

## Formazione vincitrice
| N° | Naz.                  | Ruolo | Sportivo          |  | Alt. |  |
| -- | --------------------- | ----- | ----------------- |  | ---- |  |
|    | Jugoslavia (bandiera) |       | Boris Kristančić  |  |      |  |
|    | Jugoslavia (bandiera) |       | Janez Bajc        |  |      |  |
|    | Jugoslavia (bandiera) |       | Janko Šolmajer    |  |      |  |
|    | Jugoslavia (bandiera) |       | Karel Povž        |  |      |  |
|    | Jugoslavia (bandiera) |       | Marko Vrhovc      |  |      |  |
|    | Jugoslavia (bandiera) |       | Igor Jelnikar     |  |      |  |
|    | Jugoslavia (bandiera) | P     | Miha Lokar        |  | 182  |  |
|    | Jugoslavia (bandiera) | P     | Marjan Kandus     |  | 186  |  |
|    | Jugoslavia (bandiera) |       | Matija Dermastija |  |      |  |
|    | Jugoslavia (bandiera) |       | Emil Logar        |  |      |  |
|    | Jugoslavia (bandiera) |       | Karel Kapelj      |  |      |  |
|    | Jugoslavia (bandiera) | P     | Ivo Daneu         |  | 188  |  |
|    | Jugoslavia (bandiera) |       | Peter Kralj       |  |      |  |
|    | Jugoslavia (bandiera) |       | Primož Brišnik    |  |      |  |
|    | Jugoslavia (bandiera) |       | Bogdan Müller     |  | 198  |  |
|    | Jugoslavia (bandiera) | All.  | Boris Kristančić  |  |      |  |